# Da Vinci Code (jeu vidéo)
Da Vinci Code (The Da Vinci Code) est un jeu vidéo d'aventure développé par The Collective et édité par 2K Games, sorti en 2006 sur Windows, PlayStation 2 et Xbox.
Le jeu est adapté du roman du même nom et est sorti en même temps que son adaptation au cinéma.
Le game designer Charles Cecil a travaillé comme consultant sur les énigmes du jeu,.